# Dominik Nguyễn Đức Mạo
Św. Dominik Nguyễn Đức Mạo (wiet. Ðaminh Nguyễn Đức Mạo) (ur. ok. 1818 r. w Ngọc Cục, prowincja Nam Định w Wietnamie – zm. 16 czerwca 1862 r. w Làng Cốc, prowincja Nam Định w Wietnamie) – święty Kościoła katolickiego, męczennik.
Dominik Nguyễn Đức Mạo urodził się w Ngọc Cục, prowincja Nam Định. Jego rodzicami byli Dominik Giỏi i Maria Nhiên. Podczas prześladowań został aresztowany 14 września 1861 r. Torturowano go, żeby wyrzekł się wiary. Został ścięty 16 czerwca 1862 r.
Dzień wspomnienia: 24 listopada w grupie 117 męczenników wietnamskich.
Beatyfikowany 29 kwietnia 1951 r. przez Piusa XII. Kanonizowany przez Jana Pawła II 19 czerwca 1988 r. w grupie 117 męczenników wietnamskich.